# Onward (Hawkwind)
Onward is een studioalbum van Hawkwind. Het is in wezen een combinatie van een album van die band en een soloalbum van Dave Brock. Hij is de enige die op alle nummers speelt, de overige musici kwamen al naargelang de behoefte meespelen. De muziek is opgenomen in de eigen Earth geluidsstudio. Het album werd uitgebracht met als doel voor ogen een dubbelalbum. De muziek daarvan paste net niet op een enkele compact disc (maximale speelduur 80 minuten).

## Musici
- Dave Brock – gitaar, synthesizer, zang, basgitaar
- Richard Chadwick – drums, zang
- Tim Blake – toetsinstrumenten, theremin, basgitaar
- Mr. Dibs – basgitaar, zang
- Niall Hone – basgitaar, synthesis, sequencer, gitaar

met
- Jason Stuart – toetsinstrumenten (12,13,14)
- Huw Lloyd-Langton – gitaar (2)

## Muziek
| Nr. | Titel                                       | wie speelt                           | Duur |
| --- | ------------------------------------------- | ------------------------------------ | ---- |
| 1.  | Seasons (Chardwick, Dibs, Hone)             | Brock, Dibs, Hone, Chadwick          | 5:37 |
| 2.  | The hills have ears (Hone, Chadwick, Brock) | Brock, Lloyd-Langton, Hone, Chadwick | 5:08 |
| 3.  | Mind cut (Brock)                            | Brock                                | 4:54 |
| 4.  | System check (Hawkwind)                     | Brock, Blake, Dibs, Hone             | 1:06 |
| 5.  | Death trap (Brock, Robert Calvert)          | Borck, Blake, Dibs, Chadwick, Hone   | 3:31 |
| 6.  | Southern cross (Blake)                      | Blake, Brock, Dibs, Chadwick         | 6:41 |
| 7.  | The prophecy (Brock)                        | Brock, Hone, Chadwick                | 4:11 |
| 8.  | Electric tears (Brock)                      | Brock                                | 0:56 |
| 9.  | The drive by (Brock)                        | Brock, Hone, Chadwick                | 4:39 |

| Nr. | Titel                                       | wie speelt                           | Duur |
| --- | ------------------------------------------- | ------------------------------------ | ---- |
| 1.  | Computer cowards (Brock)                    | Brock, Chadwick                      | 5:25 |
| 2.  | Howling moon (Brock)                        | Brock                                | 2:11 |
| 3.  | Right to decide (Brock)                     | Brock, Stuart, Dibs, Blake, Chadwick | 6:30 |
| 4.  | Aerospace age (Calvert, Hawkwind (2009))    | Brock, Stuart, Dibs, Chadwick        | 5:51 |
| 5.  | The flowering of the rose (Hawkwind (2008)) | Brock, Blake, Dibs, Chadwick         | 8:21 |
| 6.  | Trans air trucking (Brock, Blake)           | Brock, Blake                         | 2:36 |
| 7.  | Deep verts (Brock)                          | Brock                                | 0:32 |
| 8.  | Green finned demon (Brock)                  | Brock, Hone, Chadwick                | 5:25 |
| 9.  | Hidden track                                |                                      | 7:43 |